# Cyrtoclytus scapalis
Cyrtoclytus scapalis är en skalbaggsart som beskrevs av Holzschuh 2003. Cyrtoclytus scapalis ingår i släktet Cyrtoclytus och familjen långhorningar.
Artens utbredningsområde är Laos. Inga underarter finns listade i Catalogue of Life.